# Culan (sommet)
Pour les articles homonymes, voir Culan.
Le mont Culan se situe en Suisse, dans le canton de Vaud. Son altitude est de 2 789 mètres.